# SBT na Web
SBT na Web é um programa semanal do SBT em seu canal oficial do YouTube, foi lançado no dia 20 de janeiro de 2014 com apresentação da jornalista carioca Nadja Haddad.

## O programa
O programa será postado no canal oficial do SBT no YouTube. Tem duração de 4 minutos, e mostrará tudo sobre o universo da emissora, desde informações sobre os bastidores de sua programação, quanto brincadeiras com integrantes de seu elenco. Deve usar ainda, material de arquivo que o canal pouco mostra na televisão aberta para o grande público. O programa também servirá para cobrir os eventos transmitidos pelo canal, como por exemplo: Verão Jequitimar, Teleton, SBT Folia, Chapolin, entre outros. De início o canal irá exibir um episódio por semana.